# Баатаржавын Шоовдор
Баатаржавын Шоовдор (монг. Баатаржавын Шоовдор, род. 20 ноября 1990) — монгольская спортсменка, борец вольного стиля, призёр Кубков мира, чемпионатов мира и Азии.

## Биография
Родилась в 1990 году. В 2014 году стала обладательницей серебряной медали чемпионата Азии. В 2018 году завоевала бронзовые медали чемпионатов мира и Азии.
На предолимпийском чемпионате планеты в Казахстане в 2019 году в весовой категории до 59 кг, Баатаржавын завоевала бронзовую медаль.